# Оршанский округ
Оршанский округ — единица административного деления Белорусской ССР, существовавшая с июля 1924 по июль 1930 года. Административный центр — город Орша.
Первоначально включал 10 районов: Богушевский, Горецкий, Дрибинский, Дубровенский, Копысский, Кохановский, Круглянский, Ляднянский, Оршанский, Толочинский.
В 1927 году в состав Оршанского округа вошло 4 района упразднённых Борисовского и Калининского округов: Крупский, Мстиславский, Рясненский и Черейский.
Упразднён в июле 1930, как и большинство округов СССР. Районы переданы в прямое подчинение БССР.
По данным переписи 1926 года численность населения составляла 416,3 тыс. чел. В том числе белорусы — 88,5 %; евреи — 5,9 %; русские — 3,3 %; поляки — 1,5 %.